# 项穆
項穆（約1550年—約1600年），初名德枝，更名穆，字德純，號貞元。秀水（今浙江嘉兴）人，明朝书法家。

## 生平
生卒年不詳。家境富饒，甲於江南。其父項元汴喜收藏，精鑑賞。項穆承其家学，耳濡目染，工於書法。项穆以王羲之為正宗，其書法上地位相當於孔子，“宣尼、逸少，道統書源，匪不相通也”。並认为“若逸少《圣教序记》，非有二十年精进之功，不能知其妙，亦不能下一笔，宜乎学者寥寥也”。萬曆二十五年（1599年）尚在世。著有《書法雅言》、《元贞子诗草》传世。

## 家族
有子項皐謨。